# Operatie Cottage
Operatie Cottage was een geallieerde operatie tijdens de Slag om de Aleoeten, in de Tweede Wereldoorlog. Het doel was om het eiland Kiska te veroveren op de Japanners die het sinds 6 juni 1942 hadden bezet. De Japanners hadden echter in het geheim het eiland twee weken eerder al verlaten, nadat de Amerikanen de Slag om Attu hadden gewonnen. Operatie Cottage was het einde van de Slag om de Aleoeten, die eindigde in een Amerikaanse overwinning.

## Japanse invasie
In de vroege ochtend van 7 juni 1942 landde de Japanse kapitein Takeji Ono samen met 500 Japanse mariniers op het eiland. Ze bestormden een Amerikaans weerstation, dat werd bemand door tien US Navy officieren. Twee werden gedood, de andere acht werden als krijgsgevangenen naar Japan gestuurd.
Later arriveerde er nog eens 2000 troepen op het eiland. De troepen op het eiland stonden onder bevel van viceadmiraal Monzo Akiyama. In december 1942 kwam er extra luchtafweermateriaal, samen met genisten en infanterieversterking. Het hoogste aantal troepen op het eiland zou 5400 bedragen. Luitenant-generaal Kiichiro Higuchi nam het bevel over van Akiyama.

## Geallieerde reactie
Een Amerikaanse B-24 Liberator bommenwerper spotte in 1943 Japanse oorlogsschepen bij Kiska. Er was verder geen aantal troepen bekend. Er werd een invasie opgedragen door het Amerikaanse opperbevel. De planners van de invasie verwachtten, na de Slag om Attu, een nieuw bloedbad. De Japanners realiseerden zich echter al dat het eiland te geïsoleerd lag om nog langer te kunnen verdedigen en planden een evacuatie van de troepen.
Er waren kleine, maar duidelijke signalen dat de Japanners bezig waren met een terugtrekking van de troepen. Zo waren de afweerkanonnen stil als Amerikaanse vliegtuigen overvlogen. Op 28 juli 1943 evacueerden de Japanners met succes het garnizoen op Kiska.

Het geallieerde landingsplan in augustus 1943

Op 15 en 16 augustus landden de Amerikaanse 7e Infanteriedivisie en de Canadese 13e Infanteriebrigade op naast elkaar liggende kusten van Kiska. Er volgden enkele schotenwisselingen, allen eigen vuur, waardoor 24 geallieerde soldaten werden gedood. De USS Abner Read voer op een Japanse zeemijn, waardoor de achtersteven zwaar werd beschadigd. Hierbij vielen 71 doden. 74 soldaten werden vermist tijdens het tweedaagse verblijf op het eiland, en sneuvelden waarschijnlijk ook door eigen vuur. Vier anderen werden gedood door landmijnen of andere boobytraps.
Het eiland werd dus zonder Japanse tegenstand ingenomen en was het einde van de Slag om de Aleoeten.